# Содом (Черновське сільське поселення)
Содо́м (рос. Содом) — присілок у складі Шабалінського району Кіровської області, Росія. Входить до складу Черновського сільського поселення.
Населення становить 9 осіб (2010, 32 у 2002).
Національний склад станом на 2002 рік — росіяни 100 %.